# McCulloch contro Maryland
McCulloch contro Maryland è un caso giudiziario affrontato dalla Corte Suprema degli Stati Uniti nel 1819. Il caso, nato dal tentativo dello stato del Maryland di ostacolare l'attività della Seconda banca degli Stati Uniti d'America, ha portato la Corte Suprema a stabilire che il governo federale ha alcuni poteri impliciti, non enumerati espliticamente nella Costituzione, e che il potere dei singoli stati di interferire con le decisioni del governo federale è limitato.
Poiché definì la portata dei poteri federali e del Congresso in relazione a quello dei singoli stati, la sentenza McCulloch contro Maryland è considerata la decisione più importante presa dalla Corte Suprema.

## Il caso
La creazione di una banca nazionale era stata un argomento controverso all'inizio della storia degli Stati Uniti; la sua esistenza era appoggiata da Alexander Hamilton, Segretario al Tesoro dell'amministrazione Washington, mentre era contrastata da Thomas Jefferson, al tempo Segretario di Stato. Il Congresso creò la Prima banca degli Stati Uniti d'America nel 1791, per un periodo di 20 anni, ma al termine di questi non rinnovò il suo atto costitutivo.
Nel 1816 (anche in seguito alla guerra del 1812) il Congresso creò un organismo simile, la Seconda banca; il governo federale ne possedeva solo il 20%. I governi di alcuni stati federati, infastiditi dal fatto che la banca chiedesse il rimborso dei prestiti effettuati agli stati, cercarono di ostacolarne l'attività. Nel 1818 l'Assemblea generale del Maryland approvò una legge che imponeva una tassa di 15000 dollari su ogni banca operante in Maryland ma che non fosse istituita nello stato; l'unica banca che rispondeva a tale descrizione era proprio la Seconda banca.
James W. McCulloch, che dirigeva la filiale di Baltimora della banca, rifiutò di pagare la tassa. Il caso arrivò davanti alla Corte d'Appello del Maryland, che si pronunciò a favore dello stato, e fu poi presentato appello presso la Corte Suprema.

## La sentenza
La Corte Suprema, all'unanimità, determinò che il governo federale aveva il potere di creare la banca. John Marshall, presidente della Corte, affermò segunedo le idee di Alexander Hamilton che, sebbene la Costituzione non desse esplicitamente al Congresso il potere di creare una banca, questo potere era implicito nella clausola che delegava al Congresso la possibilità di approvare leggi che erano "necessarie e utili" ("Necessary and Proper") nell'esecuzione dei suoi poteri enumerati esplicitamente, e che questa clausola non doveva essere interpretata in modo ristretto (come argomentava il Maryland). Di conseguenza, la Corte giudicò la tassa incostituzionale, in quanto contraria alla Clausola di supremazia del governo federale sui governi statali.